# Richard Benson
Richard Philip Henry John Benson, conocido simplemente como Richard Benson (Woking, 10 de marzo de 1955 - Roma, 10 de mayo de 2022), fue un cantante, guitarrista, locutor de radio y presentador de televisión italiano de origen británico.

## Biografía
Nacido afectado por labio leporino, en 1965 Benson abandonó el Reino Unido y se trasladó a Roma. En 1971, entró a formar parte de la banda de rock progresivo Buon Vecchio Charlie como vocalista y guitarrista. Su primer y único disco de nombre homónimo se grabó ese mismo año, pero por problemas desconocidos no fue lanzado hasta 1990. En 1972 y 1974 participó en el festival de música Villa Pamphili.
De 1978 a 2013, fue anfitrión de programas de televisión relacionados con los nuevos lanzamientos musicales de la época. La música que presentaba era principalmente hard rock y heavy metal, pero también había jazz, funk, blues, fusión y rock italiano.
En 1983, lanzó su primer sencillo, "Animal Zoo", y al año siguiente lanzó el segundo sencillo, "Renegade". En 1987, este último tema fue incluido en el álbum recopilatorio Metal Attack (RCA Italia - Talento). En 1992, Benson apareció en la película de Carlo Verdone Maledetto il giorno che t'ho incontrato. En la segunda mitad de la década de 1990 dio conciertos en Roma y en 1999, lanzó su primer disco de larga duración, Madre Tortura.
También apareció en la televisión abierta nacional italiana como crítico musical (Rai 2), junto con Max Giusti. Su trabajo en el espectáculo era cómico, ya que creó una especie de parodia de su propia persona. En junio de 2013, creó un canal de televisión en línea, "RichardBensonTV", donde presentaba un espectáculo acerca de la música heavy metal. RichardBensonTv fue cerrado después de poco más de un año.
En 2015, lanzó su segundo CD, L'inferno dei vivi, una ópera rock producida por Federico Zampaglione, y al año siguiente volvió a la carga con un tercer disco, titulado Duello Madre.
A partir de septiembre de 2019, comenzó a grabar y publicar en YouTube varios videos en los que interpretaba canciones de blues y pop inéditas en la guitarra clásica. La música era de su autoría, mientras que las letras eran escritas por Cinzia Colibazzi.
Benson falleció en Roma el 10 de mayo de 2022, a los 67 años.

## Enfermedad, incidentes y mala reputación
Si bien destacaba por sus habilidades a la guitarra durante los 70, 80 y 90, desde comienzos del siglo XXI empezó a padecer artritis reumatoide en ambas manos y eso empeoró gravemente su manera de tocar la guitarra. El 15 de septiembre de 2000 fue víctima de una caída desde el Ponte Sisto en Roma, cuya consecuencia fue la rotura de una pierna, lo que le obligó a someterse a una delicada rehabilitación. A partir de allí empezaron a circular diferentes rumores sobre la dinámica real del incidente. El propio Benson habría declarado que fue víctima de un intento de asesinato por parte de desconocidos, mientras que otros rumores encabezados por Angelo Carpenelli (gerente de la tienda de discos Istinti Musicali y promotor del guitarrista durante muchos años) y otros amigos cercanos a Benson sostuvieron que se trataba de un intento de suicidio tras recibir el diagnóstico de artritis reumatoide, que le hizo caer en depresión. 
Una vez recuperado de su lesión, regresa a los escenarios en 2002 y con el paso del tiempo la artritis de Benson fue progresivamente empeorando sus habilidades a la guitarra. A consecuencia de ello, Benson empezó a recibir abucheos y desaprobación por el público que asistía a los eventos donde el guitarrista se presentaba. Mientras Benson tocaba, dicho público empezaba a bombardear el escenario con todo tipo de objetos, entre ellos huevos, tomates, líquidos y en alguna ocasión objetos más macabros como un pollo crudo. Además, clips de sus presentaciones en vivo empezaron a circular por Internet y desde entonces, Benson se ganó la reputación de ser "el peor guitarrista del mundo". Por lo demás, la artritis reumatoide obligó a Benson a someterse a varias cirugías. 
El 22 de noviembre de 2016, junto a su esposa Ester, comenta en un video de Repubblica TV que padecía problemas cardiacos y que sus condiciones económicas precarias le obligaban a pedir ayuda mediante donaciones.
Tras este llamamiento, se organizaron diversas campañas de micromecenazgo para ayudar al músico (que obtuvieron un éxito más allá de las expectativas) y un concierto denominado Richard Benson Charity Live, celebrado en diciembre de 2016 y en el cual actuaron varios grupos de rock de Roma, donando las ganancias a Benson. En un video de marzo de 2017, afirmó que se había recuperado y tenía muchos planes para el futuro.
Se desconoce si los problemas cardiacos de Benson fueron la causa de su muerte en 2022.

## Discografía

### Con Buon vecchio Charlie
- Buon vecchio Charlie - 1990 (grabado en 1971)

### En solitario

#### Discos de estudio
- Madre Tortura - 1999
- L'inferno dei vivi - 2015
- Duello Madre - 2016

#### Sencillos
- Animal Zoo - 1983
- Renegade - 1984
- I nani - 2015
- L'inferno dei vivi - 2015
- Processione - 2022